# قصر جاسر
قصر جاسر (سابقا قصر جاسر إنتركونتننتال ) هو فندق تاريخي يقع في بيت لحم جنوب الضفّة الغربيّة، فلسطين. اكتَسَب أهميّةً تاريخيّةً بسبب وقوعه قرب عدة معالم دينيّة، بالإضافة إلى استخدام عناصر وتفاصيل معماريّة فريدة في تصميمه، ولكونه بيتًا للضيافة عُرِف في التاريخ المعاصر للمدينة. تم تشييد الفندق في عام 1910، كما سُمِّي بهذا الاسم نسبةً لعائلة جاسر التي سَكَنت القصر لفترة.
يُعَد هذا الفندق من أكبر الفنادق في الضفّة الغربيّة بعد ترميمه، وواحدًا من معالم بيت لحم التي تجذب مئات آلاف السيّاح في العالم. كما يُعتبر أول فندق بالمدينة يتم تصنيفه بخمسة نجوم. أدارته مجموعة إنتركونتننتال لفترة (بين عاميّ 2000 و2014)، ويملكه حاليًا رجل الأعمال الفلسطيني منيب المصري.
يستضيف الفندق سنويًا العديد من النشاطات والفعاليّات والمؤتمرات، بحضور عدد من الشخصيّات والمؤسسات والشركات المحليّة والدوليّة العاملة في فلسطين. وقد نال مؤخرًا لقب أفضل فندق تاريخي في العالم لعام 2017 وفقًا لمنظمة جوائز الفنادق الفاخرة العالميّة. كما تسعى إدراة الفندق لتسجيله على قائمة التراث العالمي وإنشاء متحف بداخله.

## الموقع
يقع الفندق في بيت لحم على طريق الخليل (المؤدي إلى بلدة القدس القديمة الواقعة على بعد كيلومترات قليلة من الفندق)، وتحديدًا بالقرب من مدخل المدينة الشمالي وبلدة بيت جالا. يجاوره عدد من المعالم المهمّة، حيث لا يبعد عن كنيسة المهد سوى 1.6 كيلومترًا، وجامعة بيت لحم 650 مترًا، ومسجد بلال بن رباح/ قبة راحيل 90 مترًا. كما يجاور كل من مخيم عايدة ومخيم العزة للاجئين. من جهة أخرى، لا يبعد جدار الفصل وحاجز 300 كثيرًا عن الموقع، مما يؤثر سلبًا على الحركة السياحيّة للفندق.

## التاريخ
لقد شكّل هذا القصر التاريخي مؤشرًا على التغييرات الاقتصاديّة والاجتماعيّة والدينيّة والسياسيّة التي مرّ بها الشعب الفلسطيني خلال أكثر من قرن. وقد كان منزلًا بسيطًا شُيِّد في عام 1890 كبيت لعائلة جاسر على مقربة من القصر الحالي. إلاّ أن هذا البيت الصغير قد تحوّل إلى بيت للخدم حسب التسمية التاريخيّة في ذلك الوقت بعد تشييد القصر عام 1910. ولقد تم ترميم البيت ليكون اليوم دار جاسر كمركز معني بالثقافة والفنون.

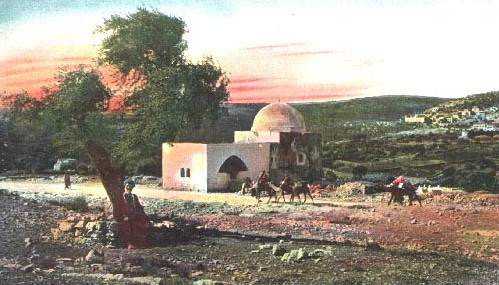
مسجد بلال/ قبة راحيل على طريق الخليل قرب موقع بناء قصر جاسر في 1910.

انتقلت عائلة جاسر إلى القصر ذي الطوابق الثلاث عام 1914، حيث سكنته عائلة التاجر الفلسطيني سليمان جاسر (الجد الأكبر للمخرجتين إملي جاسر وآن ماري جاسر) وعائلات إخوانه الخمسة مع انتهاء أعمال البناء، حيث كان بمثابة بيتًا للضيافة يُعَد فيه الطعام وليُقدَّم لأهالي بيت لحم وزوّارها.(1) كان الطابق الأول يُستخدم لإعداد الطعام وتخزين المواد الغذائيّة، والثاني لجلسات العائلة والطعام واستقبال الضيوف، أما الطابق الثالث فكان للنوم والعبادة، إضافة إلى الحديقة الخلفية للقصر.
تعرّض صاحب القصر لانتكاسة ماليّة سريعًا بعد سنوات قليلة، حيث بِيع بالمزاد العلني لتمتلكه عائلتان من عائلات بيت لحم عام 1929 إبان انهيار البورصة العالميّة. لكن سرعان ما استولت عليه حكومة الانتداب البريطاني لتحوّله إلى سجن يتم تعذيب المعتقلين الفلسطينيين فيه. ثم أصبح مقرًا مؤقتًا للجيش المصري الذي وصل بيت لحم للدفاع عنها في حرب 1948، قبل أن يتم استئجاره وتحويله لمدرسة إبان الحكم الأردني للضفة الغربيّة، وقد قامت البلديّة في السبعينيات من القرن الماضي بإرجاع سور القصر إلى الخلف بهدف توسيع الشارع العام محافظةً على تفاصيل البناء الأصلية المؤدية إلى شرفة مستديرة ذات الإطار الحجري. ظل الوضع على ما هو عليه حتى قدوم السلطة الفلسطينية، واستحواذ شركة استثمار فلسطينيّة خاصة عليه مطلع تسعينيات القرن الماضي، بعد أن سيطر عليه الجيش الإسرائيلي في الانتفاضة الأولى، حيث رأى فيه الرئيس الفلسطيني الراحل ياسر عرفات المكان الأنسب لاستقبال ضيوفه. ثم ما لبث أن سيطر الجيش الإسرائيلي عليه مرّة أخرى بداية انتفاضة الأقصى عام 2000 وحوّله لثكنة عسكرية لخمس سنوات، كما أُغلق لسنة كاملة بفعل المواجهات مع الاحتلال، وتحوِّله لنقطة مُلتهبة لقربه من جدار الفصل ومخيم عايدة.
استضاف الفندق منذ عام 2005 شخصيّات ونُخبًا سياسيّة واقتصاديّة، بدءًا من رؤساء دول ومرورًا برؤساء الوزراء والوزراء من مختلف أنحاء العالم، وكذلك المشاهير والفنانين العالميين والفلسطينيين، بالإضافة إلى شخصيّات دينيّة ورياضيّة. وقد نال عام 2017 جائزة أفضل فندق تاريخي في العالم بعد ترشيحه من قِبَل منظمة جوائز الفنادق الفاخرة العالميّة، وهي مُنظَّمة دوليّة تأسست عام 2006، وتختص بتصنيف الفنادق بمختلف فئاتها، وتُكرّم سنويًا أفضل الفنادق، سواء التاريخيّة، أو المتمتعة بمرافق فاخرة وخدمات مرموقة، حيث كان فندق قصر جاسر الفندق الفلسطيني الوحيد الذي يشارك في هذه المسابقة، حيث قامت الجهة المُنظِّمة للمسابقة بإرسال لجنة إلى بيت لحم لتقييم الفندق، ووافقت على دخوله مسابقة الفندق التاريخي كون عمره أكثر من 100 عام.

## أعمال الإنشاء
لقد تقدّمت عائلة جاسر عام 1909 بطلب رخصة لبناء القصر على أرض بمساحة 5 دونمات تقع على طريق الخليل-القدس شمال مدينة بيت لحم، وتحديًدا قرب مسجد بلال بن رباح/ قبر راحيل. ولقد بدأت أعمال البناء فعليًا عام 1910 بعد إعطاء رخصة للبناء من قِبَل السلطان في 27 رمضان 1329 هـ برقم 10/1000. لقد استغرقت أعمال الإنشاء أربعة أعوام وبتكلفة 20,000 ليرة عثمانيّة. ويُعتقد أن المقاول الذي نفّذ البناء هو عيسى ميخائيل عبد الله حزبون، وأن المهندس المشرف على أعمال الإنشاء كان جريس إلياس أنسطاس. كما تم استقطاب كفاءات بيت لحم آنذاك من حرفيين وحجّارين في تزيين الواجهات الخارجيّة بالحجر الأبلق.
في بحث للمختص بالفلكلور الفلسطيني توفيق كنعان بيّن أنه في عام 1910 (أي في سنة تشييد القصر) كان هناك أكثر من 1200 دقّاق حجر يعملون في منطقة بيت لحم، وهذا الأمر دفع إلى المنافسة في العمل ومحاولة كل دقّاق إثبات براعته وتميزه عن زملائه، مما ولّد براعة كثير من المباني في تلك المرحلة. إن وجود المحاجر في منطقة بيت لحم وخاصة محجر الصليب، جعل العاملين والمهتمين بالحجر يرفدون إليها.

## التصميم
هناك اعتقادان بالنسبة لهويّة المصمم؛ حيث يُعتقد أن مخططات التصميم قد جُلبت من فرنسا بحكم علاقات عائلة جاسر التجارية. أما الاعتقاد الثاني فيشير إلى أن المصمم الحقيقي للمبنى هو المعمار الفلسطيني مرقص نصار الذي دَرَس في فرنسا وتأثر بعمارتها الغربيّة. ويُعد تصميم القصر من التصاميم المُميَّزة للقصور الفلسطينيّة التي شُيّدت في نهاية القرن التاسع عشر وبداية القرن العشرين مثل بيت الشرق وقصر عبد الهادي وقصر مرقص نصار، والذي اعتمد على استخدام حجر القدس الوردي في واجهاته الخارجيّة وأروقته الداخليّة.

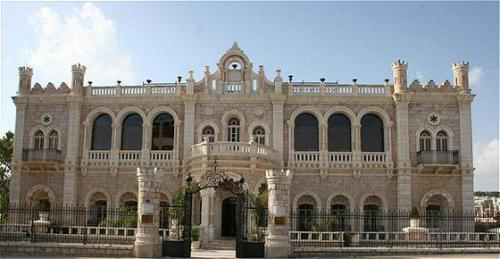
الواجهة الشرقية للفندق عام 2011.

يضم التصميم الأصلي ثلاثة طوابق، كل طابق بمساحة 800 متر مربع. كما زاوج بين الطراز الغربي الكلاسيكي والعمارة المحليّة الفلسطينيّة. وقد امتاز القصر بزخارفه الحجريّة والخشبيّة والحديديّة، وبطريقة فنيّة فريدة في البناء تُعبّر عن تغيّر واضح في بناء العقود في فلسطين، فيوجد في المبنى عقود مُصلّبة تتقاطع مع عقود برميليّة منبثقة من الواجهات، وعقود مُجمَّعة وأخرى مُنقلبة إلى أعلى، وذلك للحصول على أكبر مساحات ممكنة لغرف مسقوفة باستخدام العناصر الإنشائية البسيطة المتمثّلة بهذه العُقود.
يبدو الفندق من الخارج وكأنه قلعة مُحصَّنة تعلوه مُقرنصات وزوايا هندسيّة وأعمدة ضخمة، وتتقدم واجهته الرئيسيّة نقوش لآية قرآنيّة وشعارات لديانات مختلفة، حيث يقع المدخل على الواجهة الشرقيّة الرئيسيّة للمبنى، والتي تطل بدورها على طريق الخليل. لقد أُحضر الخطّاط نجيب هواويني المعروف في تلك الفترة باسم خطّاط الملوك في الأستانة، وذلك ليخط الكتابات العربيّة التي تعلو ذلك المدخل.
أما بالنسبة لجدران القصر الداخليّة فتغطيها رسومات وزخرفات تظهر حضارة بلاد الرافدين وفن الباروك الغربي، حيث أُحضر رسّام أوروبي يُدعى ماركو لرسم تلك الرسومات خصّيصًا. ولقد توسطت رُدهات الفندق ساحة رئيسيّة حفتها أعمدة وأقواس وقناطر حجريّة شكّلت متنفسًا له. وقد كان حرفا السين (S) والجيم (J) بالأحرف اللاتينيّة التي ترمز إلى اسم سليمان جاسر محفورة على أغلب الأعمال الخشبيّة وزخارفها، وكذلك في زخارف أثاث القصر.

## الترميم والبناء الجديد

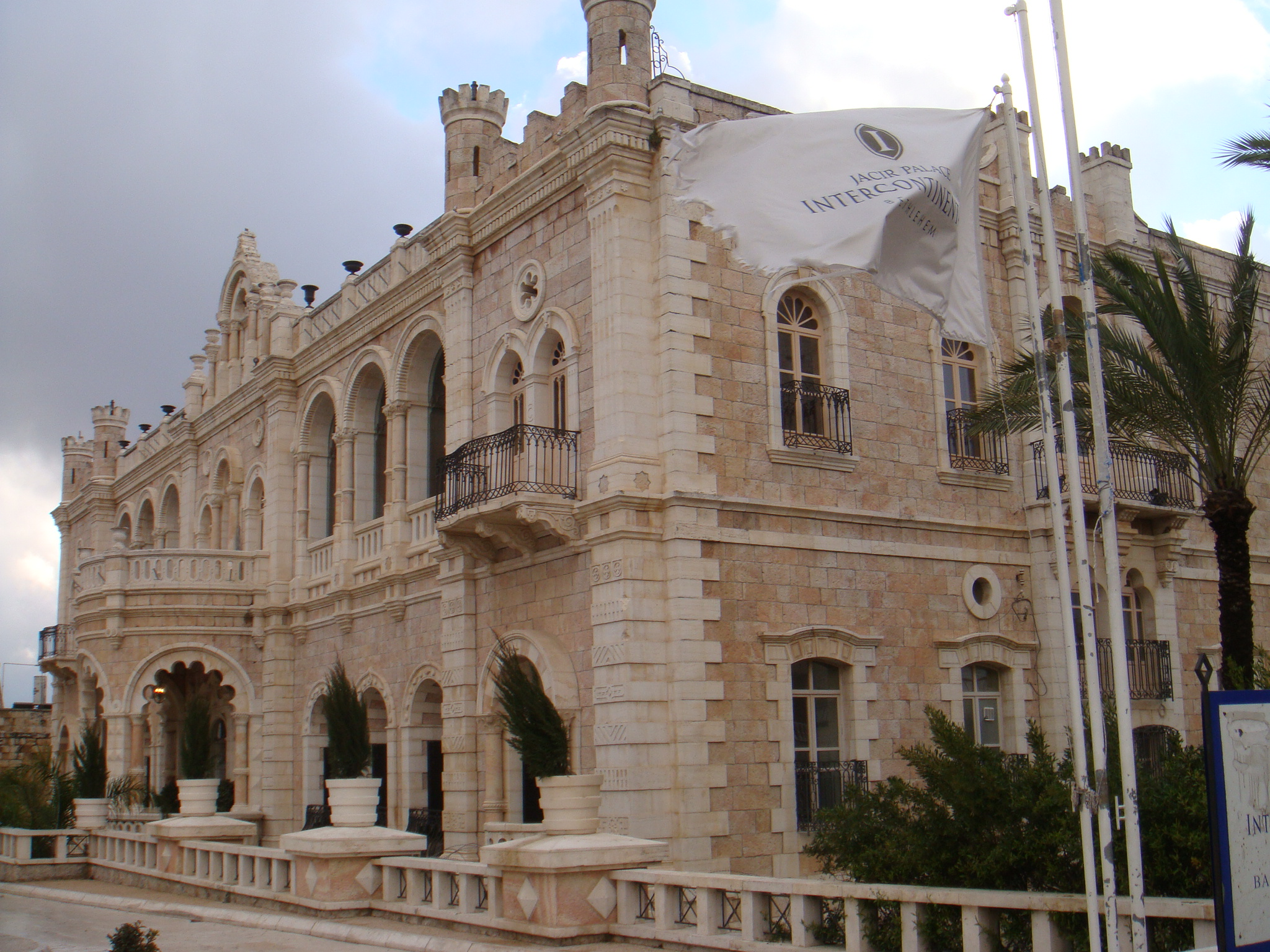
الفندق بعد الترميم، حيث أدارته مجموعة إنتركونتننتال لفترة.

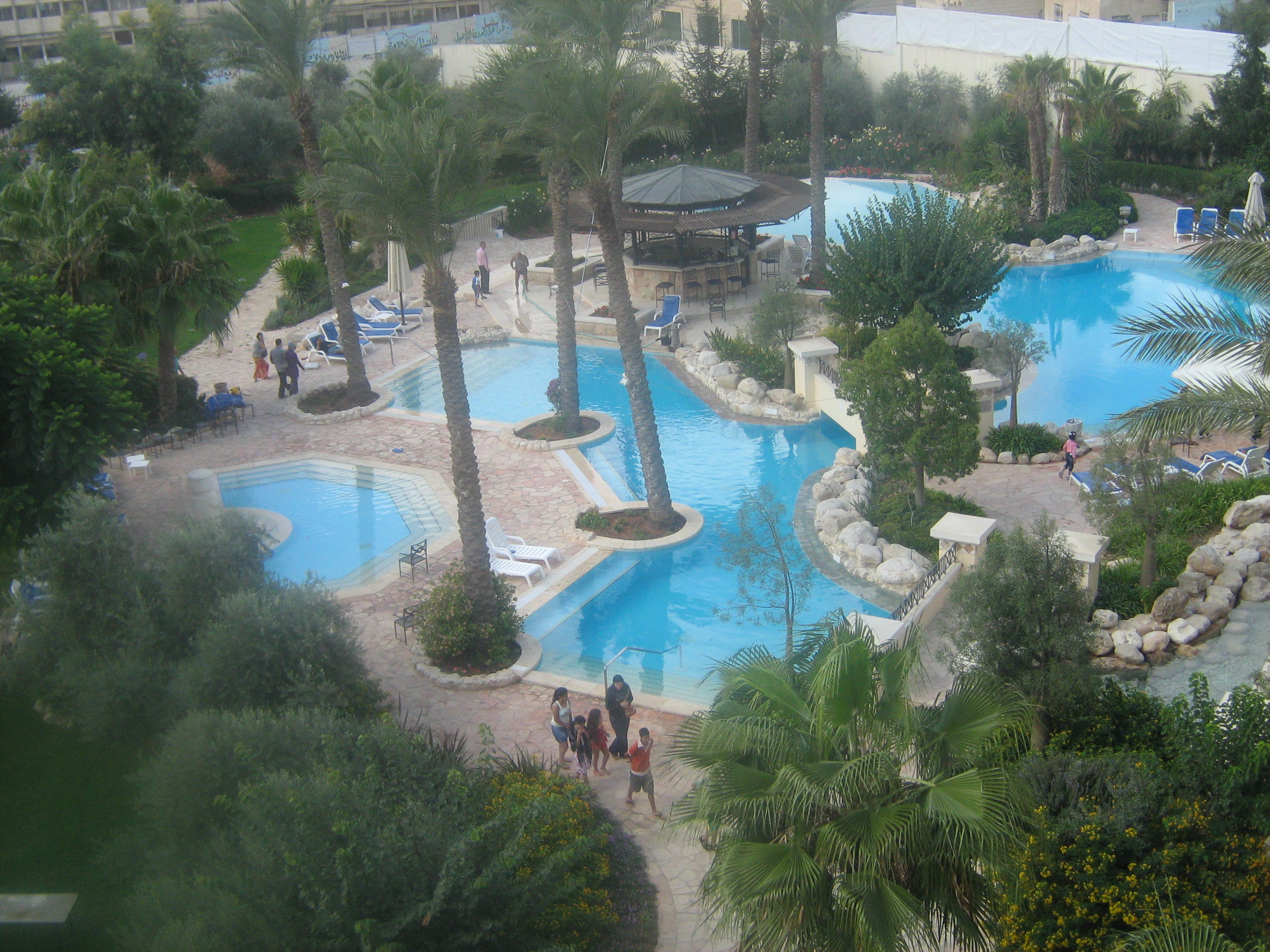
مسابح البناء الجديد المُضاف.

لقد تم ترميم الفندق عام 1998 عبر شركة فلسطينيّة خاصة، وبتكلفة 50 مليون دولار، حيث ساهمت مؤسسة التمويل الدوليّة التابعة للبنك الدولي بتمويل المشروع عبر قرض تمويلي قيمته ستة ملايين دولار.
كما تمّت إضافة مساحات للفندق لاحقًا بعد شراء الأرض التي تقع خلف القصر بمساحة 35 دونمًا وضمّها إلى الفندق، ليشمل اليوم على 250 غرفة، بالإضافة إلى حوض سباحة ومنتجع صحّي وقاعتين للاجتماعات وأجنحة رئاسيّة ورئيسيّة ولرجال الأعمال، حيث أصبح من أكبر فنادق فلسطين من حيث عدد الغرف ومساحة الأرض، وواحدًا من الفنادق الفلسطينيّة القليلة التي تم تصنيفها بخمسة نجوم.
تم افتتاح الفندق عام 2000، إلاّ أنه سرعان ما تم إغلاقه في نفس العام ولمدّة 5 سنوات بسبب سيطرة الجيش الإسرائيلي عليه بعد انتفاضة الأقصى وتحويله إلى ثكنة عسكريّة لمراقبة الفلسطينيين. ولقد أُعيد افتتاحه بشكل رسمي عام 2005 ليستقبل السيّاح مُجددًا وليضم العديد من الخدمات والمرافق الحديثة. ويُعد زوّار السياحة الدينيّة من أكبر نُزلاء الفندق بسبب موقعه القريب من عدة معالم دينيّة مهمّة.
كما يعمل الفندق بشكل مستمر على توفير الطاقة الكهربائيّة والمياه، حيث وفّر حوالي 22% من الطاقة عام 2011 مقارنةً بعام 2010، ونال شهادات عالميّة في هذا الموضوع.

### دار يوسف جاسر
تم ترميم بيت عائلة جاسر الأصلي الواقع بالقرب من مبنى قصر جاسر بالتعاون مع مؤسسة المعمار الشعبي الفلسطيني (رواق)، حيث أسّست الفنّانة الفلسطينيّة إملي جاسر في منزل عائلتها القديم والذي بُني عام 1890، مساحة أو مدرسة للفن ومحترَفًا لتبادل الأفكار أطلقت عليها اسم دار يوسف نصري جاسر للفن والبحث. وتُركِّز الدار على الفنون البصريّة والسينما، إلى جانب كونها مركزًا بحثيًا، حيث تضمّ الدار أرشيف جاسر العثماني وفيه مجموعة من المواد البصريّة والوثائق المكتوبة من أواخر القرن التاسع عشر وبدايات القرن العشرين، وتكمن أهميتها في توثيقها للعصر الذهبي لازدهار التجارة في بيت لحم. أما المساحة المحيطة بالمنزل، فما زال العمل جاريًا عليها بهدف استعمالها كفضاء فنّي يحمل أنشطة تعليميّة للشباب من المنطقة.

## المرافق

### الساحة السماوية

الفناء الداخلي المُحاط بأروقة الفندق.

للقصر ساحة رئيسيّة حفّتها أعمدة وأقواس وقناطر حجريّة شكّلت مُتنفَسًا له، وتطل عليه أروقة الفندق الداخليّة المُزيّنة بالحجر الأبلق، يتوسطها شجرة زيتون قديمة، ويستخدمها الزوّار كمنطقة للنقاهة. ويمكن ملاحظة النمط الكلاسيكي حول الفناء، ودرابزين من نمط القرون الوسطى في الطابق الأرضي، وتفاصيل إسلاميّة كالأقواس الصدفيّة عند المدخل، وأيضًا النمط الأندلسي المُتمثِّل في الرواق والساحة في تماثل كامل.

### الغرف والأجنحة
يحتوي الفندق على 250 غرفةً للضيوف، بما فيها جناح رئاسي واحد، 4 أجنحة تنفيذيّة، 6 أجنحة لرجال الأعمال، 33 جناحًا ملكيًّا، 29 غرفة ديلوكس، 6 غرف أندية، 169 غرفة كبيرة، بالإضافة إلى غرفتين يمكن الوصول إليها. لقد تم تزيين جميع الغرف بشكل أنيق، وهي مجهزة تجهيزًا جيدًا بمرافق حديثة بما في ذلك التلفزيون، والاتصال بالأقمار الصناعية، والاتصال بشبكة الإنترنت، ومرافق خاصة.

### المطاعم
يحتوي الفندق على 4 مطاعم ومقاهي. يقع الأول بالقرب من ردهة القصر، أما الثاني فله جلسات خارجيّة ويقع في مستوى الردهة أيضًا، أما الثالث فيقع في الطابق الأرضي في جناح بيت جالا ويطل على مسبح الفندق وحدائقه، أما الرابع فيقع في الطابق الأرضي للقصر أيضًا.

## الاحتلال والمنافسة
لقد كانت الهبّة الشعبيّة الفلسطينيّة التي حصلت بعد مذبحة الحرم الإبراهيمي في الخليل جنوب الضفة الغربيّة في 25 شباط/ فبراير 1994 ذريعةً للسلطات الإسرائيليّة لإنشاء حاجز عسكري قريب من الفندق ليفصل الفلسطينيين عن مستوطناتها القريبة وخاصةً مستوطنة غيلو خشيةً من أي أعمال انتقاميّة، حيث قام نائب قائد اللواء بالمنطقة شلومو تزابان بعدّ 300 خطوة من قبة راحيل القريب من القصر باتجاه الشمال ليتم تأسيس أول إنشاء خرساني يفصل جنوب الضفة الغربيّة عن منطقة القدس. إلاّ أن الحاجز شُيّد بشكل رسمي في عام 2005 بعد إنشاء جدار الفصل في الضفة الغربيّة، وأُطلق عليه اسم حاجز 300 العسكري.

النقطة العسكريّة الإسرائيليّة عند مدخل بيت لحم الشمالي حيث جدار الفصل، تبعد أمتارًا عن الفندق، مما أدى لتعرّضه للاعتداءات.

كان لوقوع قصر جاسر بالقرب من جدار الفصل وتلك النقطة العسكريّة الفاصلة بين بيت لحم والقدس، دور كبير في تعرّضه بشكل مستمر لاعتداءات الجيش الإسرائيلي المتواصلة، حتى أن الطابق العلوي الذي كان مطعمًا وأُغلق بعد أحداث الهبّة الشعبيّة عام 2015، حيث تعمّد الجيش الإسرائيلي استهدافه بأعيرته الناريّة، مما أدى أيضًا إلى مقتل أحد موظفيّ الفندق، وإلى إغلاقه مؤقتًا في عام 2017، وهذا ما دفع مجموعة إنتركونتننتال التي أدارت الفندق لخمسة عشر عامًا إلى عدم تجديد العقد بسبب التوترات الأمنيّة المحيطة به، وقد أثّر أيضًا على نسبة الإشغال بشكل ملحوظ. كما تدور في محيط الفندق مواجهات يوميّة بين الشبّان الفلسطينيين والجيش الإسرائيلي الذي يتعمّد إلحاق الأضرار بالفنادق والمحلات والبيوت المجاورة، باستخدامه للعيارات الناريّة وقنابل الغاز والمياه العادمة. ويفصل جدار الفصل المنطقة المحيطة بقصر جاسر عن مسجد بلال بن رباح/ قبة راحيل التي استولى عليها الجيش الإسرائيلي بعد حرب 1967 لتكون حكرًا على المستوطنين اليهود، حيث ترتبط بطريق مع مستوطنة غيلو.
ينافس قصر جاسر جدّيًا الفنادق الإسرائيلية في القدس لناحية جودة الخدمات والأسعار بل تفوّق على كثير منها وصار مقصدًا واختيارًا يطلبه السيّاح القادمين للمنطقة بأنفسهم. رغم ذلك، تروّج إسرائيل للفندق عالميًا على أنه أحد فنادقها، وتضعه ضمن معالم الجولات السياحيّة الداخليّة الخاصّة بها.

## في التراث الشعبي
أصبح الكرم الذي تحلّى به صاحب القصر أسطورةً يتغنّى بها أبناء بيت لحم وفلسطين آنذاك، خاصةً أن المنطقة شهدت معدّلات فُقر ومجاعة عاليتيَن في بداية القرن العشرين. حيث كانت الولائم توضع للعامّة أمام القصر حتى أثناء فترة البناء، وكان من المستفيدين أيضًا جنود الجيش العثماني. كما كانت جدران طابق التسوية والمطبخ سوداء من كثر الطبخ. ولقد أشار الأديب الفلسطيني جبرا إبراهيم جبرا إلى هذا الأمر في روايته البئر الأولى حين قارنت والدته بينه وبين ما أطلق عليه اسم الكرم الجاسري. كما أشار الروائي أسامة العيسة في روايته مجانين بيت لحم إلى شخصيات فلسطينيّة كان منها سليمان بن الشيخ يوسف جاسر صاحب قصر جاسر، والذي يشكل معلمًا من معالم بيت لحم.

## التكريم
- شهادة أفضل فندق تاريخي لعام 2017، من منظمة جوائز الفنادق الفاخرة العالميّة.[48]
- شهادة التميّز لعام 2016، موقع ترب أدفايزر.[48]
- شهادة التميّز لعام 2015، موقع ترب أدفايزر.[48]
- شهادة التميّز في خدمة الضيوف لعام 2014-2015، معهد الفنادق والنُزُل التعليمي الأمريكي.[48]
- شهادة أفضل خدمة، من موقع يامسافر.[48]
- شهادة أفضل فندق في توفير المياه لعام 2011، من مجموعة فنادق إنتركونتننتال العالميّة.[33]
- شهادة أفضل فندق في توفير الطاقة الكهربائية لعام 2010، من مجموعة فنادق إنتركونتننتال العالميّة.[33]

## حواش
- 1 كانت عائلة جاسر من العائلات الثريّة في بيت لحم بسبب عملها بالتجارة مع أمريكا اللاتينيّة وأوروبّا منذ القرن التاسع عشر. وكان عدد من أفرادها وجهاءً في المدينة. كان من أهمهم صاحب القصر سليمان جاسر الذي كان نشيطًا وفعّالًا في الحياة السياسيّة في بيت لحم وفي فلسطين، وكان مختارًا لطائفة اللاتين، ورئيسًا لمجلس الاختياريّة في المدينة، وانتُخِب لدورتين متتاليتين رئيسًا لمجلس بلدية بيت لحم، وذلك من عام 1899 لغاية 1903 ومن عام 1903 لغاية عام 1907. بالإضافة إلى والده يوسف سليمان جاسر، والذي كان أحد رجال المدينة المعروفين ومختارًا لطائفة اللاتين في المدينة كما كان معتمدًا لجمع الضرائب والالتزامات المختلفة لمتصرفية القدس الشريف، وجدّه سليمان يوسف جاسر والذي كان رئيسًا للبلديّة (1859-1884).[49]

## وصلات خارجية
- الموقع الرسمي للفندق (بالإنجليزية)
- تقرير عن قصر جاسر على قناة رؤيا الأردنية
- صورة جويّة للفندق في بيت لحم - Wikimapia
- العمارة في بيت لحم - مركز المعلومات الوطني الفلسطيني
- السياحة في بيت لحم - جامعة النجاح الوطنية
- خريطة فنادق بيت لحم - Tripadvisor
- الأثر العثماني في بيوت وقصور فلسطين التاريخية - ترك برس
- فيديو للمواجهات أمام قصر جاسر مع جنود الاحتلال الإسرائيلي
- صور من قصر جاسر - Flickr
- قصور تعود لعام 1910 - Alamy